# Rewica Królewska
Rewica Królewska [pronunciación en polaco: /rɛˈvit͡sa kruˈlɛfska/] es un pueblo en el distrito administrativo de Gmina Jeżów, dentro del Distrito de Brzeziny, Voivodato de Łódź, en Polonia central. Se encuentra aproximadamente 9 kilómetros al sur de Jeżów, 15 kilómetros al sudeste de Brzeziny, y 34 kilómetros al este de la capital regional, Łódź.
El pueblo tiene una población de 40 habitantes.